# League Cup 2014/15/Halbfinale
Die Halbfinalspiele des englischen League Cup 2014/15 wurden zwischen dem 20. und 28. Januar 2015 ausgetragen.

## Hinspiele

### FC Liverpool gg. FC Chelsea 1:1 (0:1)
| Liverpool                                                 | Liverpool | FC Chelsea | FC Chelsea | Aufstellung                            |
| --------------------------------------------------------- | --- | --- | ---------- | -------------------------------------- |
| Liverpool                                                 | \| 20. Januar 2015 um 19:45 Uhr (GMT) in Liverpool (Anfield) \| \| Ergebnis: 1:1 (0:1) \| \| Zuschauer: 44.573 \| \| Schiedsrichter: Martin Atkinson \| \| Spielbericht \|                                                   | \| 20. Januar 2015 um 19:45 Uhr (GMT) in Liverpool (Anfield) \| \| Ergebnis: 1:1 (0:1) \| \| Zuschauer: 44.573 \| \| Schiedsrichter: Martin Atkinson \| \| Spielbericht \|                                                      | FC Chelsea | Aufstellung Liverpool gegen FC Chelsea |
| Liverpool                                                 | Simon Mignolet – Emre Can, Martin Škrtel, Mamadou Sakho – Alberto Moreno, Lucas Leiva, Steven Gerrard (70. Adam Lallana), Jordan Henderson – Philippe Coutinho, Raheem Sterling, Lazar Marković Cheftrainer: Brendan Rodgers | Thibaut Courtois – Filipe Luís, John Terry , Gary Cahill, Branislav Ivanović – John Obi Mikel, Nemanja Matic – Eden Hazard, Cesc Fàbregas, Willian (89. César Azpilicueta) – Diego Costa Cheftrainer: José Mourinho ( Portugal) | FC Chelsea | Aufstellung Liverpool gegen FC Chelsea |
| Liverpool                                                 | 1:1 Raheem Sterling (59.) | 0:1 Eden Hazard (18., Foulelfmeter) | FC Chelsea | Aufstellung Liverpool gegen FC Chelsea |
| Liverpool                                                 | Gerrard (39.), Lucas (44.) | Luís (45.), Mikel (74.) | FC Chelsea | Aufstellung Liverpool gegen FC Chelsea |
| 20. Januar 2015 um 19:45 Uhr (GMT) in Liverpool (Anfield) | | |            |                                        |
| Ergebnis: 1:1 (0:1)                                       | | |            |                                        |
| Zuschauer: 44.573                                         | | |            |                                        |
| Schiedsrichter: Martin Atkinson                           | | |            |                                        |
| Spielbericht                                              | | |            |                                        |

### Tottenham Hotspur gg. Sheffield United 1:0 (0:0)
| Tottenham Hotspur                                              | Tottenham Hotspur | Sheffield United | Sheffield United |
| -------------------------------------------------------------- | --- | --- | ---------------- |
| Tottenham Hotspur                                              | \| 21. Januar 2015 um 19:45 Uhr (GMT) in London (White Hart Lane) \| \| Ergebnis: 1:0 (0:0) \| \| Zuschauer: 33.323 \| \| Schiedsrichter: Neil Swarbrick \| \| Spielbericht \|                                                                                                   | \| 21. Januar 2015 um 19:45 Uhr (GMT) in London (White Hart Lane) \| \| Ergebnis: 1:0 (0:0) \| \| Zuschauer: 33.323 \| \| Schiedsrichter: Neil Swarbrick \| \| Spielbericht \|                                                    | Sheffield United |
| Tottenham Hotspur                                              | Michel Vorm – Ben Davies, Jan Vertonghen, Eric Dier, Kyle Walker – Benjamin Stambouli (75. Paulinho), Ryan Mason, (65. Mousa Dembélé) – Christian Eriksen, Harry Kane, Andros Townsend – Emmanuel Adebayor (65. Roberto Soldado) Cheftrainer: Mauricio Pochettino ( Argentinien) | Mark Howard – Bob Harris, Chris Basham, Jay McEveley, Ryan Flynn – Louis Reed, Michael Doyle – Jamie Murphy, Stefan Scougall (87. Kieran Wallace), Jamal Campbell-Ryce – Marc McNulty (83. Jose Baxter) Cheftrainer: Nigel Clough | Sheffield United |
| Tottenham Hotspur                                              | 1:0 Andros Townsend (74., Handelfmeter) | | Sheffield United |
| Tottenham Hotspur                                              | Adebayor (17.) | McEveley (55.) | Sheffield United |
| 21. Januar 2015 um 19:45 Uhr (GMT) in London (White Hart Lane) | | |                  |
| Ergebnis: 1:0 (0:0)                                            | | |                  |
| Zuschauer: 33.323                                              | | |                  |
| Schiedsrichter: Neil Swarbrick                                 | | |                  |
| Spielbericht                                                   | | |                  |